# Dalaförlaget
Dalaförlaget var ett svenskt bokförlag med säte i Dalarna. Förlaget var verksamt under 1900-talet och utgav titlar av bland andra Henrik Cornell, Jan Gabrielsson, Rune Lindström, Thord Palmlund, Johan Pettersson och Svante Svärdström. Förlaget hade även samutgivning med Karlfeldtsamfundet.